# Aleksander Waszkowski

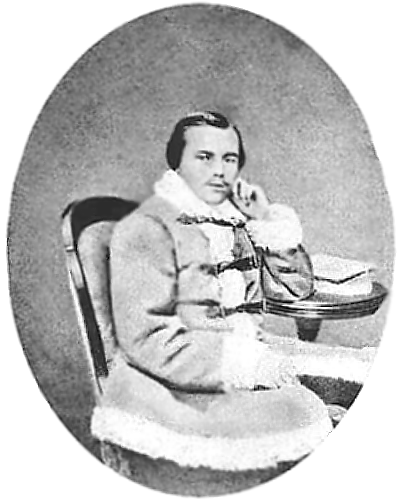
Aleksander Waszkowski

Aleksander Waszkowski (ur. w 1841 w Tarnogrodzie, zm. 17 lutego 1865 w Warszawie) – ostatni naczelnik Warszawy w powstaniu styczniowym.

## Życiorys
Był członkiem Warszawskiej Organizacji Miejskiej. W lutym 1863 roku przeprowadził akcję przejęcia map sztabowych, a w czerwcu tego samego roku – Kasy Głównej Komisji Rządowej Przychodów i Skarbu Królestwa Polskiego. Mianowany ostatnim powstańczym naczelnikiem Warszawy, funkcję tę pełnił od 10 grudnia 1863 roku do 19 grudnia 1864 roku, kiedy to został przypadkowo aresztowany na ulicy Elektoralnej. Miał świadomość braku możliwości odwrócenia upadku powstania, ale wydawaniem rozkazów i odezw starał się utrzymać wrażenie, że organizacja miejska jeszcze funkcjonuje. Nie miał stałego miejsca zamieszkania; nocował w zabudowaniach młyna na Solcu, dnie zaś spędzał na czytaniu gazet w kawiarniach. Świadomie nie decydował się na wyjazd poza miasto.
Więziony był w X pawilonie Cytadeli Warszawskiej. Został stracony na jej stokach 17 lutego 1865 roku wraz z Emanuelem Szafarczykiem. Była to ostatnia w Warszawie publiczna egzekucja uczestników powstania.

## Pamięć o Waszkowskim

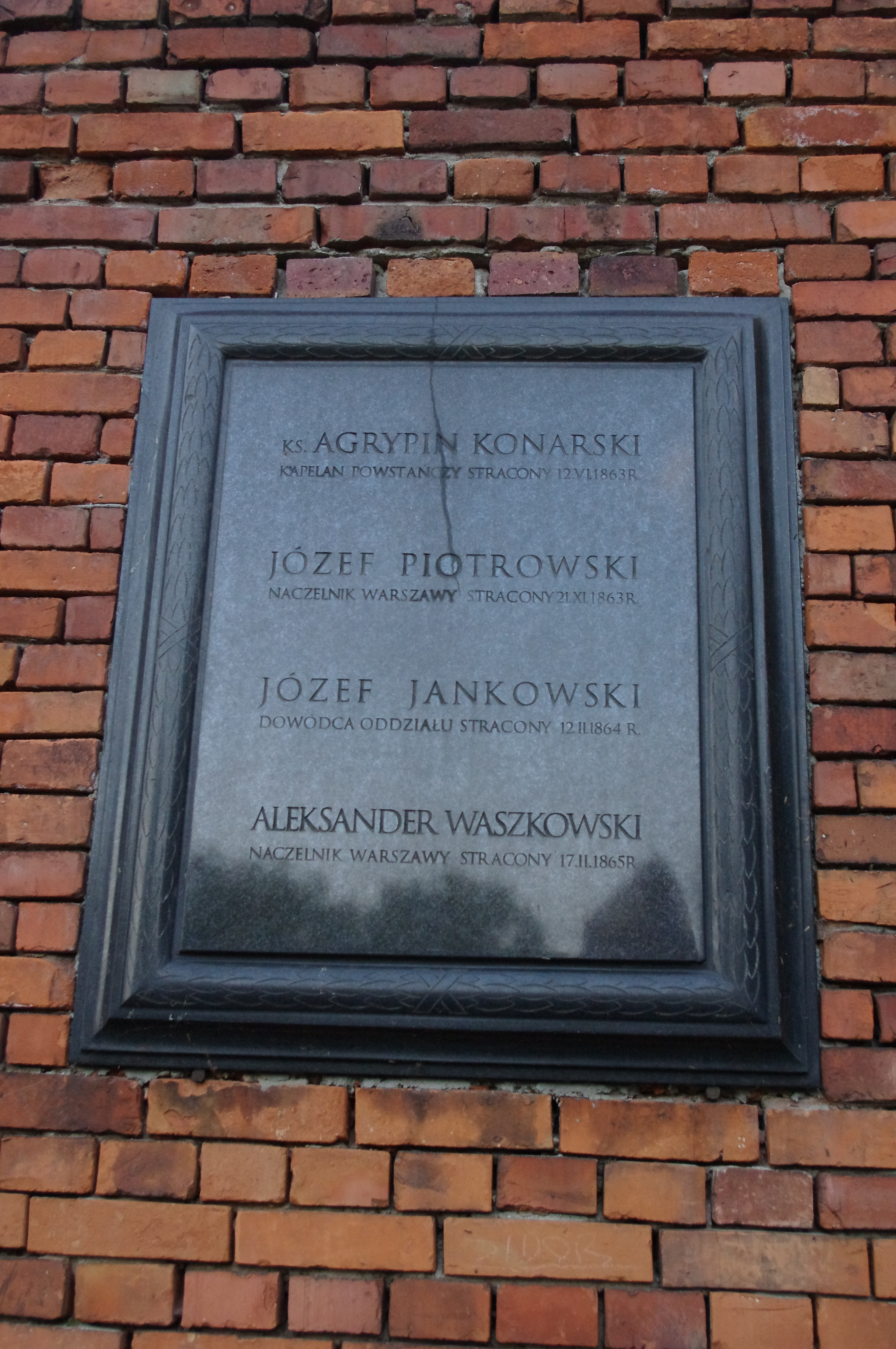
Tablica wmurowana w ścianę Cytadeli Warszawskiej tuż za szczątkami szubienicy, na której w okresie zaborów ginęli bojownicy o wyzwolenie narodowe i przemiany społeczne. Tablica upamiętnia ważnych przywódców i działaczy powstańczych straconych w Cytadeli: Agrypina Konarskiego, Józefa Piotrowskiego, Józefa Jankowskiego i Aleksandra Waszkowskiego

Postaci Waszkowskiego poświęcone jest opowiadanie Władysława Terleckiego pt. Dwie głowy ptaka zamieszczone w wydanym w 1979 roku zbiorze opowiadań nawiązujących w tematyce do powstania styczniowego pt. Twarze 1863. Jego imię nosi ulica na warszawskiej Sadybie.